# Фашетти, Эудженио
Эудженио Фашетти (итал. Eugenio Fascetti, 23 октября 1938, Виареджо, Италия) — итальянский футболист, игравший на позиции полузащитника. По завершении игровой карьеры — футбольный тренер, который достиг наибольших успехов во втором по силе итальянском дивизионе, Серии B, завоевав повышение в классе с командами пяти различных второлиговых клубов.

## Игровая карьера
Во взрослом футболе дебютировал в 1956 году выступлениями за команду клуба «Болонья», в которой провёл четыре сезона, приняв участие в 35 матчах чемпионата и забил 2 гола.
В 1960 году перешёл в «Ювентус», где, впрочем, заиграть не смог — в течение сезона, в котором туринцы стали чемпионами Италии, провёл в их составе только по две игры в чемпионате и кубке.
С 1961 по 1969 год играл в составе команд клубов «Мессина», «Лацио», «Савона» и «Лекко».
Завершил профессиональную игровую карьеру в клубе «Виареджо», за команду которого выступал на протяжении 1969—1970 годов.

## Карьера тренера
Начал тренерскую карьеру вскоре после завершения карьеры игрока, в 1973 году, возглавив тренерский штаб команды «Фульгоркави Латина».
В 1979 году, стал главным тренером клуба «Варезе», с которым сразу же выиграл Серию C1. За два года, в сезоне 1981/82 Серии B, «Варезе» остановился в шаге от выхода в элитный дивизион, заняв 4-е место. После этого сезона Фашетти покинул «Варезе», а через год возглавил другую команду Серии B, «Лечче». С «Лечче» сезон 1983/84 завершил на том же 4 месте, а уже в сезоне 1984/85 вывел эту команду впервые в её истории в Серию A. Однако пребывание в элитном дивизионе для команды Фашетти оказалось непродолжительным, новички получили лишь 5 побед в 30 матчах, заняв последнюю строчку турнирной таблицы, после чего Фашетти покинул команду.
Новым клубом тренера в 1986 году стал римский «Лацио», который в то время играл в Серии B. Тренеру хватило двух сезонов, чтобы вывести римлян в Серию A, в которой они, впрочем, выступали уже с новым наставником, Джузеппе Матерацци. Фашетти же сезон 1988/89 провёл в «Авеллино», после чего возглавил команду «Торино», с которой завоевал титул чемпионов Серии B в 1990 году. Однако и с этой командой принять участие в матчах элитного дивизиона Фашетти не суждено — руководство туринского клуба пригласило управлять командой в Серии A другого специалиста, Эмилиано Мондонико.
Фашетти же возглавил «Эллас Верону», команду, перед которой стояло хорошо известное ему задание выхода в Серию A, которое он и выполнил в первом же сезоне в Вероне. Поэтому сезон 1991/92 «Эллас Верона» под руководством Фашетти играла в Серии A, где отчаянно боролась за сохранение прописки. Впрочем борьба веронцев успехом не увенчалась — 16 место из 18 участников лиги, понижение в классе и изменение тренерского штаба.
В течение 1993—1995 годов Фашетти работал в Серии B с «Луккезе», после чего возглавил «Бари», который стал пятым и последние клубом, команду которого специалист выводил в Серию A. Тренер принял в 1995 году «Бари» в статусе аутсайдера Серии A и не смог помешать команде оставить элитный дивизион. Впрочем, уже в следующем сезоне команда вернулась в Серию A, где и провела следующие четыре сезона под руководством Фашетти. Сезон 2000/01 команда, которая до этого была среди середняков высшего итальянского дивизиона, откровенно «провалила», набрав лишь 20 очков в 34 играх и заняв последнее место турнирной таблицы, и тренер покинул клуб, в котором провёл рекордные для себя шесть сезонов.
Впоследствии некоторое время работал с «Виченцой» (в 2001 году) и «Фиорентиной» (в 2002).
Последним местом тренерской работы был клуб «Комо», команду которого Эудженио Фашетти возглавлял в качестве главного тренера в течение 2002—2004 годов. Эти два сезона стали одними из худших в истории клуба — за два года произошло понижение в классе с элитной серии A до третьего по силе дивизиона Серия C1.